# Lil Tracy
Jazz Ishmael Butler est un chanteur et rappeur américain connu sous le nom de scène Lil Tracy né le 3 octobre 1995 à Virginia Beach, en Virginie.Il est aussi reconnu au début de sa carrière sous le nom Yung Bruh. Principalement connu grâce aux collaborations qu'il fait avec le rappeur Lil Peep (décédé en 2017), il sort notamment avec ce dernier le morceau « Awful Things » qui atteint la 79e place du Billboard Hot 100. 

## Enfance
Il est le fils d'Ishmael Butler, membre de Digable Planets et du duo de hip hop Shabazz Palaces, actif depuis 2009, et de Cheryl Clemons, connue sous le nom de scène  « Coko » et membre du groupe Sisters With Voices . Lorsqu'il évoque son enfance à Virginia Beach, Butler dit : « it sucked but I love it » ( « ça craignait, mais j'adore ça ») . Ce sont les artistes hip-hop du sud des États-Unis et la musique emo qu'il écoute lorsqu'il est enfant qui l'inspirent et le poussent à devenir musicien. Ses parents s'étant séparés alors qu'il est très jeune, Butler alterne entre le domicile de sa mère et celui de son père. Il fait ses études au lycée Garfield de Seattle, dans l'État de Washington, et fait le choix de devenir sans-abris à l'âge de 17 ans.

## Carrière
Lil Tracy est un membre important de la scène musicale rap underground et du « SoundCloud rap »,. Il commence à faire de la musique à 15 ans. À 18 ans, il déménage sur un terrain vague où il installe une tente à Los Angeles, en Californie (sans en informer ses parents) pour se consacrer davantage à sa carrière musicale. Butler commence à rapper sous le nom de « Yung Bruh », et sort plusieurs mixtapes au sein du collectif Thraxxhouse. Certains membres de Thraxxhouse, dont Tracy, créent finalement leur propre groupe, le collectif Gothboiclique. Grâce à ce groupe, Butler fait la rencontre du rappeur new-yorkais Lil Peep, les deux collaborent rapidement sur la chanson « White Tee » de la mixtape « Crybaby » de Lil Peep.  
À la mi-2016, Butler quitte Thraxxhouse et change son nom de scène pour Lil Tracy lorsqu'il découvre qu'un autre artiste utilise déjà le nom de scène « Yung Bruh ». Sous son nouveau nom, qu'il choisit après qu'un proche lui a donné un maillot du joueur de basket-ball Tracy McGrady, Butler sort le 1er février 2017 sa très attendue mixtape Tracys Manga, et XOXO deux mois plus tard, le 3 avril. Butler sort Life of a Popstar le 31 juillet 2017. En août 2017, Butler apparaît sur le single « Awful Things » de Come Over When You're Sober, Pt. 1 de Lil Peep. Le single atteint la 79e place du classement du Billboard Hot 100. Les deux artistes, qui se rencontrent en 2016, sortent de nombreux morceaux ensemble jusqu'à ce que leur relation se dégrade à cause, selon Tracy, de Lil Peep, sa production et l'attitude que les managers de Lil Peep avaient envers Butler. Après l'overdose qui causa la mort de Lil Peep le 15 novembre 2017, Tracy s'installe à New York en 2018 où il essaye de faire son deuil et de gérer ses états de dépression. Il reprend la consommation de drogues dures et, en juillet 2018, fait une crise cardiaque qui ne lui sera pas fatale. Il sort le projet « Heart » en référence à cet évènement.
En 2018, Lil Tracy sort deux EPs : Designer Talk le 5 octobre et Sinner le 2 novembre. Lil Tracy lance son premier album, Anarchy, le 20 septembre 2019. Il dédie ce projet à Lil Peep : « This one is for Peep, I don’t care how many sales I get or how many plays I get anarchy is from my heart. » ( « Celui-là est pour Peep, je me fiche du nombre de ventes ou du nombre d'écoutes qu'il fera, Anarchy me vient droit du cœur ».

## Discographie

### Albums
- XOXO (2017)
- LIFE OF A POPSTAR (2017)
- Tracy's World (2018)
- Anarchy (2019)
- Designer Talk 2 (2020)
- BABY VAMP (2025)

### Mixtapes
- Cascadia Vibes (2013)
- Information (2013)
- Indigo Soul Mixtape (2014)
- Depression (2014)
- Asaku's Forest (2014)
- e m o c e a n (2014)
- ElegantAngel (2015)
- When Angels Cry (Death Has Wings) (2015)
- u,_u (2015)
- Vintage LSD (2015)
- Baeboyy (2015)
- Tracy World (2016)
- 757 Virginia Hood Nightmares (The Unknown Story) (2016)
- Moon Stones (2016)
- Tracy's Manga (2017)

### EP
- Icy Robitussin 森林之神杨 (2014)
- Heaven's Witch (2015)
- Kim K & Kanye (2015)
- Vampire Spendin' Money (2016)
- Free Tracy Campaign (2016)
- Desire (2016)
- Castles (with Lil Peep) (2016)
- Castles II (with Lil Peep) (2017)
- Fly Away (with Lil Raven) (2017)
- Hollywood High (with Mackned) (2017)
- Designer Talk (2018)
- Sinner (2018)